# 1974年伊豆半岛近海地震
1974年伊豆半岛近海地震是发生在日本伊豆半島近海的地震，发生于1974年5月9日8时33分左右，造成了小规模海啸。